# Wszystko jest kwestią ceny
Wszystko jest kwestią ceny – dwunasta płyta Marcina Siegieńczuka, wydana 11 maja 2012 roku w firmie fonograficznej Folk. Na płycie znajduje się łącznie 18 piosenek, z czego jeden remiks utworu „Martini z lodem”, trzy w nowych wersjach na rok 2012, piosenka na Euro 2012 „Marsz do boju Polsko”, utwór w duecie z Magdą Niewińską „Słońce z nami na Mazurach” oraz 12 premierowych utworów. Do utworów „Martini z lodem”, „Trzymam gardę”, tytułowej, „Na własne życzenie”, „Ja ciebie nie pokocham” oraz „Gwiazda trzeciego planu” zostały nakręcone teledyski.

## Lista utworów
1. „Wszystko jest kwestią ceny”
2. „Trzymam gardę 2012”
3. „Martini z lodem”
4. „Nie ma lipy, jest hardcore’owo”
5. „Gwiazda trzeciego planu”
6. „Baby nie przegadasz”
7. „Kocham ją, niech się dowiedzą wszyscy”
8. „Słońce z nami na Mazurach” (Marcin Siegieńczuk i Magda Niewińska)
9. „Marsz do boju Polsko” (piosenka na Euro 2012)
10. „Kocham z twoich ust”
11. „To dzięki wam fani”
12. „Ja ciebie nie pokocham”
13. „Na własne życzenie”
14. „Miszcz gadu, gadu”
15. „Zakochani niczym Julia i Romeo”
16. „Niczego nie żałuję i płakać też nie będę 2012
17. „Martini z lodem” Old School RMX
18. „Nikt tak nie całuje jak całujesz ty 2012”